# 大波普
大波普（The Big Bopper），本名小吉爾斯·佩里·理查森（Jiles Perry Richardson Jr.），是一位美國音樂家和唱片騎師。他最著名的作品包括《香緹麗蕾絲》（Chantilly Lace）、《奔跑的熊》（Running Bear）和《白色閃電》（White Lightning），其中最後一首成為喬治·瓊斯1959年的首支冠軍單曲。
大波普出生於德州東南部，在拉馬爾學院學習期間開始在當地廣播電台工作。之後，他於1955年至1957年在美國陸軍服役兩年，之後重返廣播事業。大波普很快就開始為其他藝人創作歌曲，之後便開始了個人表演生涯。大波普以歌曲《香緹麗蕾絲》（Chantilly Lace）一舉成名，這首歌是他1958年發行的首張同名專輯的主打單曲。
1959年2月，大波普在愛荷華州克利爾萊克的一次飛機失事中喪生，罹難者還包括音樂家巴迪·霍利、里奇·瓦倫斯以及飛行員羅傑·彼得森（Roger Peterson）。